# Académie des sciences du Japon
L’Académie des sciences du Japon (日本学士院, Nippon gakushiin) est une organisation honorifique fondée en 1879 pour rassembler d'éminents spécialistes japonais auteurs de réalisations scientifiques remarquables. L'Académie est actuellement une organisation associée au ministère de l'Éducation. Le siège de l'organisation se trouve dans le parc d'Ueno à Tokyo. L'élection à l'Académie est considérée comme la plus haute distinction à laquelle puisse prétendre un savant, et ses membres jouissent d'un mandat à vie ainsi que d'une allocation monétaire annuelle.

## Histoire

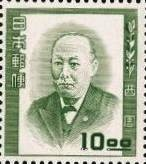
Nishi Amane, directeur de l'Académie de Tokyo en 1879.

Dans le but de reproduire le paysage institutionnel répandu dans de nombreux pays occidentaux, les dirigeants du gouvernement de Meiji ont cherché à créer une académie nationale de chercheurs et de scientifiques sur le modèle de la Royal Academy britannique. En 1879, Nishi Amane est nommé à la tête de ce qu'on appelle alors l'Académie de Tokyo.

## Prix décernés
Le prix impérial et les prix de l'Académie du Japon sont décernés à des personnes qui ont atteint des niveaux de recherche remarquables ou qui ont publié des documents universitaires ou des livres éminents. L'une des fonctions les plus importantes de l'Académie consiste à conférer ces prix qui sont décernés chaque année depuis 1911. Depuis 1949, ces cérémonies de remise de prix sont honorées par la présence de l'empereur du Japon, et depuis 1990, l'empereur et l'impératrice y assistent.
Prix impérial
Depuis 1911, l'Académie décerne tous les ans le prix impérial de l'Académie japonaise (Gakushiin Onshi Shō). Parmi les anciens lauréats se trouvent Hideyo Noguchi (1915) et Tasuku Honjo (1996).
Prix de l'académie japonaise
Depuis 1911, l'Académie décerne tous les ans le « prix de l'Académie impériale ». Après 1947, l'intitulé de la récompense est changé en « prix de l'Académie japonaise » (Gakushiin Shō).
Prix du duc d'Edinburgh
En 1987, le prince Philip, duc d'Édimbourg a suggéré que l'Académie décerne un « prix du duc d'Édimbourg » biannuel à un scientifique japonais avec des réalisations remarquables dans le domaine de la protection de la faune et de la préservation des espèces. En plus de ce prix spécifique, quelque 75 prix et médailles sont associés au duc d'Édimbourg.
Médaille de l'académie japonaise
Depuis 2004, l'Académie décerne tous les ans la « médaille de l'académie japonaise ».

### Quelques lauréats des prix
- Michio Jimbō (en)
- Kazuhiko Nishijima
- Hideki Yukawa
- Ryōji Noyori
- Inoue Akihisa (de)
- Ōno Hideo (en)
- Sakaki Hiroyuki (de)
- Masakatsu Shibasaki
- Nakayama Tadashi (en)

## Chronologie
L'Académie de Tokyo du début de l'ère Meiji est institutionnellement réorganisée en une Académie impériale en 1906, et cette institution est rebaptisée « Académie du Japon » en 1947.

## Présidents de l'Académie

### Présidents duTōkyō Gakushi Kaiin
| Nom              | Kanji      | Dates                         | Université d'affiliation | Spécialité         |
| ---------------- | ---------- | ----------------------------- | ------------------------ | ------------------ |
| Fukuzawa Yukichi | 福澤諭吉   | janvier 1879 - juin 1879      | Keio Gijuku (慶應義塾)   |                    |
| Nishi Amane      | 西周       | juin 1879 - décembre 1880     | Yōrōkan (養老館)         | Droit, philosophie |
| Katō Hiroyuki    | 加藤弘之   | décembre 1880 - juin 1882     | Université de Tokyo      | Science politique  |
| Nishi Amane      | 西周       | juin 1882 - juin 1886         | Yōrōkan (養老館)         | Droit, philosophie |
| Katō Hiroyuki    | 加藤弘之   | juin 1886 - décembre 1895     | Université de Tokyo      | Science politique  |
| Hosokawa Junjirō | 細川潤次郎 | décembre 1895 - décembre 1897 | Tosa-han                 | Droit              |
| Katō Hiroyuki    | 加藤弘之   | décembre 1897 - juin 1906     | Université de Tokyo      | Science politique  |

### Présidents de l'Académie impériale des sciences
| Nom              | Kanji      | dates                         | Université d'affiliation                          | Spécialité        |
| ---------------- | ---------- | ----------------------------- | ------------------------------------------------- | ----------------- |
| Katō Hiroyuki    | 加藤弘之   | juillet 1906 - juin 1909      | Université de Tokyo                               | Science politique |
| Kikuchi Dairoku  | 菊池大麓   | juillet 1906 - août 1917      | Banshoshirabesho (蕃書調所) (Université de Tokyo) | Mathématiques     |
| Hozumi Nobushige | 穂積陳重   | octobre 1917 - octobre 1925   | Université de Tokyo                               | Droit             |
| Okano Keijirō    | 岡野敬次郎 | novembre 1925 - décembre 1925 | Université de Tokyo                               | Droit commercial  |
| Sakurai Jōji     | 桜井錠二   | février 1926 - janvier 1939   | Université de Tokyo                               | Chimie            |
| Hantarō Nagaoka  | 長岡半太郎 | mars 1939 - juin 1948         | Université de Tokyo                               | Physique          |

### Présidents de l'Académie japonaise des sciences
| Nom                | Kanji      | dates                        | Université d'affiliation | Spécialité                |
| ------------------ | ---------- | ---------------------------- | ------------------------ | ------------------------- |
| Yamada Saburō      | 山田三良   | juin 1948 - novembre 1961    | Université de Tokio      | Droit international privé |
| Shibata Yūji       | 柴田雄次   | janvier 1961 - novembre 1970 | Université de Tokio      | Chimie inorganique        |
| Nambara Shigeru    | 南原繁     | novembre 1970 - mai 1974     | Université de Tokyo      | Science politique         |
| Kiyoo Wadachi      | 和達清夫   | octobre 1974 - octobre 1980  | Université de Tokyo      | Géophysique               |
| Arisawa Hiromi     | 有沢広巳   | octobre 1980 - octobre 1986  | Université de Tokyo      | Économie                  |
| Kurokawa Toshio    | 黒川利雄   | décembre 1986 - février 1988 | Université de Tōhoku     | Médecine                  |
| Wakimura Yoshitarō | 脇村義太郎 | juin 1988 - mars 1994        | Université de Tokyo      | Économie                  |
| Fujita Yoshio      | 藤田良雄   | avril 1994 - avril 2000      | Université de Tokyo      | Astronomie                |
| Ichiko Teiji       | 市古貞次   | avril 2000 - octobre 2001    | Université de Tokyo      | Littérature               |
| Nagakura Saburō    | 長倉三郎   | octobre 2001 - octobre 2007  | Université de Tokyo      | Physico-chimie            |
| Kubo Masaaki       | 久保正彰   | octobre 2007 - aujourd'hui   | Université de Tokyo      | Littérature européenne    |

## Correspondants dans d'autres pays
- Royal Society (depuis 1971)
- British Academy (depuis 1972)
- Académie roumaine (depuis 1976)
- Académie hongroise des sciences (depuis 1976)
- Académie royale des sciences de Suède (depuis 1980)
- Académie bulgare des sciences (depuis 1980)
- Académie des sciences, Institut de France (depuis 1994)
- Société royale du Canada (depuis 1995)
- Académie nationale des sciences de la République de Corée (depuis 1998)